# Roger Peyrefitte

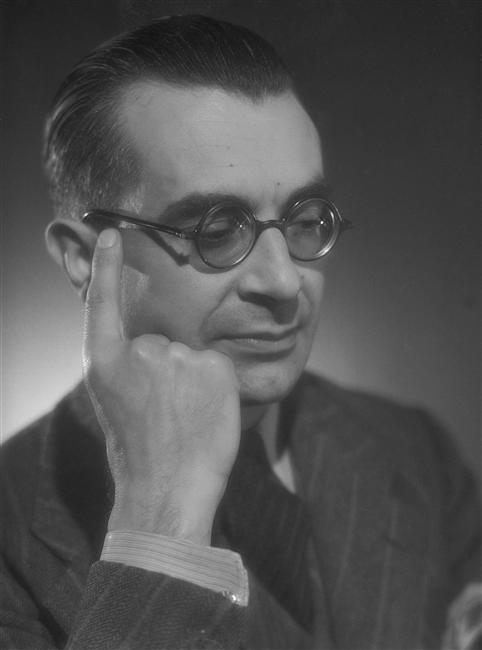
Roger Peyrefitte, 1947

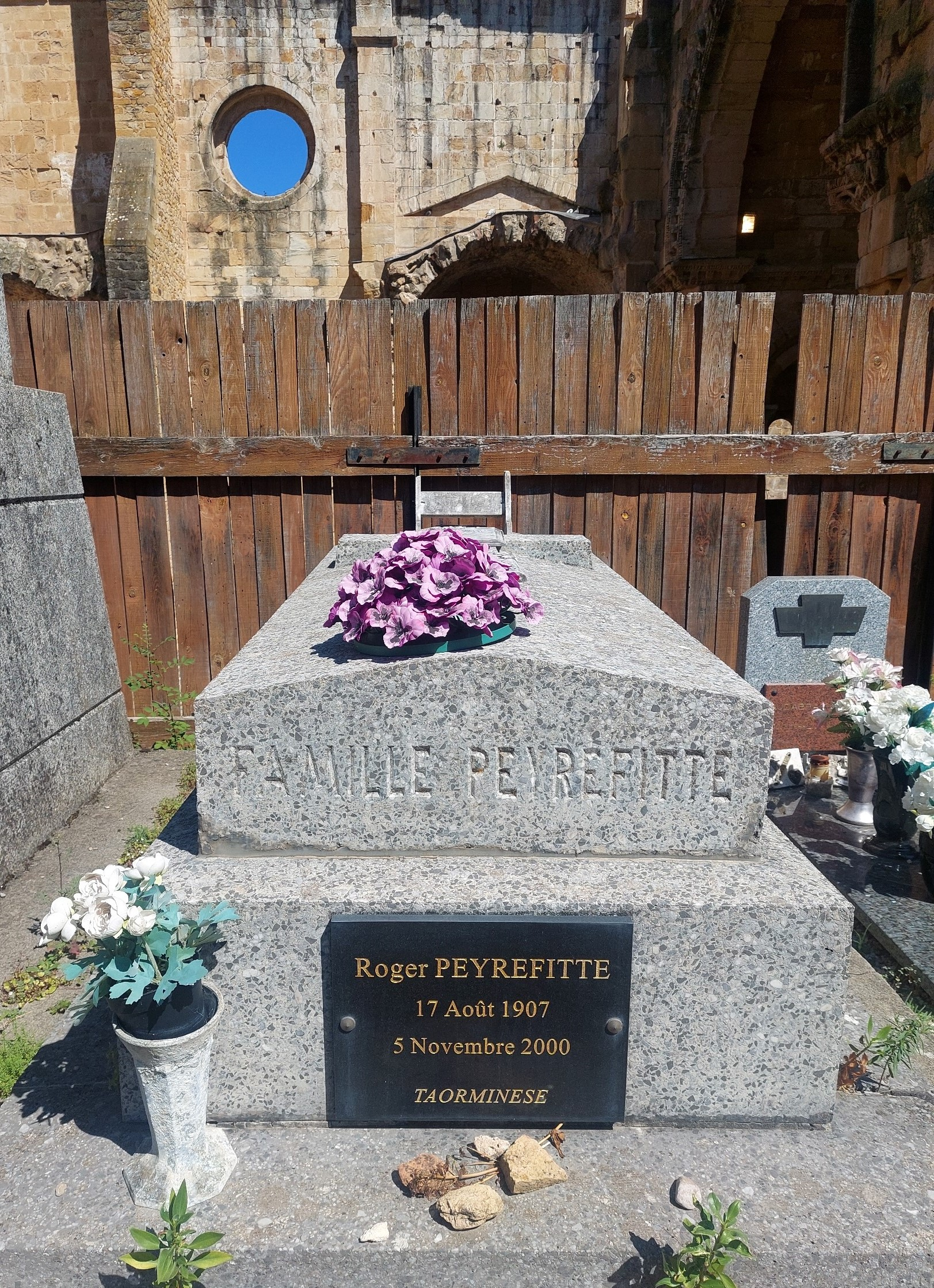
Grabstätte in Alet-les-Bains

Roger Peyrefitte (* 17. August 1907 in Castres, Département Tarn; † 5. November 2000 in Paris) war ein französischer Schriftsteller und Diplomat. Er gilt als Pionier der Homosexuellen-Literatur.

## Leben
Geboren in einer wohlhabenden Familie im  Languedoc, besuchte Peyrefitte von Jesuiten und Lazaristen geführte Schulen und studierte Sprachen und Literatur an der Universität Toulouse, bevor er in die École libre des sciences politiques (heute Institut d’études politiques de Paris) eintrat. Im Jahr 1930 schloss er sein Studium als Jahrgangsbester ab und begann 1931 eine diplomatische Laufbahn im französischen Außenministerium. Von 1933 bis 1938 war er Botschaftssekretär in Athen. Nach seiner Rückkehr nach Paris unterbrach er aus persönlichen Gründen seine Tätigkeit für das Außenministerium von Oktober 1940 bis Mai 1943. Im Jahr 2010 wurde bekannt, dass er damals beim Geschlechtsverkehr mit Minderjährigen aufgegriffen worden und dies wahrscheinlich der Grund für seine Freistellung war. Seine Diplomatenlaufbahn endete 1945 endgültig, als er der Kollaboration mit Nazi-Deutschland beschuldigt wurde. Im Jahr 1962 wurde er rehabilitiert.
Peyrefitte lebte offen homosexuell. Er war ein Befürworter der Knabenliebe (Päderastie) und äußerte: „J’aime les agneaux, pas les moutons!“ (Ich mag Lämmer, keine Schafe.) Mehr als André Gide und im Gegensatz zu Henry de Montherlant, dessen Freund er lange Zeit war, vertrat er diese Position auch in seinen Schriften.
Auf politischer Ebene war Peyrefitte konservativ. In seinen letzten Lebensjahren unterstützte er Jean-Marie Le Pen und dessen Partei, den Front National. Zudem zeigte er sich offen gegenüber dem fundamentalistischen Katholizismus. Zeit seines Lebens polemisierte er gegen die Institution der katholischen Kirche, dennoch nahm er am Ende seiner Tage die Sterbesakramente an. Er starb im Alter von 93 Jahren an der Parkinson-Krankheit und fand seine letzte Ruhestätte auf dem Friedhof von Alet-les-Bains im südfranzösischen Département Aude.

## Schriftstellerische Karriere
In seinen oft kontroversen Werken legte Peyrefitte sich mit vielen Individuen und Personengruppen an. In seinen Meinungsäußerungen schonte er weder seine ehemaligen Arbeitgeber vom Quai d’Orsay noch die katholische Kirche. Dadurch machte er sich viele Feinde, darunter Marlene Dietrich, Françoise Sagan, André Gide und Henry de Montherlant.

### Les amitiés particulières (Heimliche Freundschaften)
Für dieses 1944 erschienene Werk erhielt Peyrefitte den Prix Renaudot des folgenden Jahres. Es löste einen Skandal aus, da es von amourösen Verstrickungen in einem katholischen Knabeninternat handelt und das Liebesverhältnis zwischen einem 14- und einem 12-Jährigen beschreibt. Obwohl Sexualität nur angedeutet wird, ist sie doch ständig in der Darstellung der hitzigen Gefühle der Knaben wie der Erwachsenen präsent, so etwa, als der junge Alexander seinen Freund fragt: „Georges, weißt du Dinge, die man nicht wissen soll?“ Die in einer rein männlichen Gemeinschaft angesiedelte Geschichte wurde als tragischer Konflikt zweier Konfessionen gelesen: des Jesus- und des Knabenkults. Die Hauptfiguren sind durchdrungen vom Kampf zwischen der mystischen Liebe und der Liebe zum jungen Mann, zwischen dem offiziellen Christentum und einer heimlich triumphierenden Päderastie. Damit wurde Les amitiés particulières zu einer vielfach rezipierten Schrift der aufkommenden Schwulenbewegung in Frankreich wie im Ausland. Das Buch wurde ebenso wie zahlreiche weitere Werke Peyrefittes in viele Sprachen übersetzt.
Zwanzig Jahre nach der Buchveröffentlichung wurde Jean Delannoys Verfilmung Heimliche Freundschaften auf der Biennale in Venedig gezeigt. Sie besticht insbesondere durch die schauspielerische Qualität von Didier Haudepin (Alexandre), Michel Bouquet (Pater de Trennes) und Louis Seigner (Pater Lauzon). Während der Dreharbeiten verliebte sich Peyrefitte in den minderjährigen Nebendarsteller Alain-Philippe Malagnac d’Argens de Villèle. Ihre Beziehung wird später in seinen Erzählungen Notre amour und L’enfant de cœur thematisiert. Peyrefitte unterstützte Malagnac finanziell und verkaufte in den 1980er Jahren seine Münz-, Bücher- und Skulpturensammlungen für ihn. Seine umfangreiche Sammlung erotischer Kunst wurde bereits 1978 versteigert und bildete die Grundlage der Sammlung Dominik M. Klinger, die mit mehr als 4000 Objekten eine der weltweit größten in Privatbesitz befindlichen Sammlungen dieser Art ist.

### Historische und satirische Schriften
Im Jahr 1953 rief Peyrefittes Buch Les clés de Saint-Pierre, von dem Kritiker behaupteten, es verspotte Papst Pius XII., einen Skandal hervor. François Mauriac drohte, die Redaktion der Zeitschrift L’Express zu verlassen, wenn diese weiterhin für das Buch warb. Der Konflikt der beiden Schriftsteller spitzte sich zu, als der Film Les amitiés particulières herauskam, und gipfelte in einem offenen Brief Peyrefittes, der versteckte homosexuelle Neigungen Mauriacs behauptete und ihn der Scheinheiligkeit bezichtigte.
Zahlreiche Romane Peyrefittes gründeten auf sorfgältig recherchierten historischen Sachverhalten. Seine Biografie Alexanders des Großen wurde zu einem wichtigen Referenzwerk. Seither wurde insbesondere die vermutete Homosexualität Alexanders von Historikern immer wieder thematisiert.
In Werken, die sich auf die Gegenwart bezogen, outete Peyrefitte zahlreiche Persönlichkeiten des öffentlichen Lebens in Frankreich als homosexuell, darunter den Schriftsteller Henry de Montherlant. Um seine Leser zu amüsieren, machte er sich in seinen Texten zudem oft über Schwächen und Fehler ihm bekannter Personen lustig, sodass der Umgang mit ihm manchem als gefährlich galt. Eine der wenigen Personen, für die er stets freundliche Worte fand, war die Sängerin Sylvie Vartan, mit der ihn eine lange Freundschaft verband (vgl. L’enfant de cœur).
Peyrefitte schrieb einen vielbeachteten Roman über Baron Jacques d’Adelswärd-Fersens Exil auf der Insel Capri, L’exilé de Capri, der dessen dortige Villa zu einem Anziehungspunkt für Touristen machte, und übersetzte die Homosexualität preisende Liebesgedichte aus dem Griechischen (La muse garçonnière).
Ein Großteil von Peyrefittes Werken sind Satiren, die der Realität oft nahekommen (vgl. Les Ambassades). Andere seiner Arbeiten wenden sich an Spezialisten, so Chevaliers de Malte und Les Juifs. Letzteres, auf Deutsch Die Juden, spekuliert über die Abstammung der europäischen Führungselite in Politik und Wirtschaft und behauptet, dass fast jeder einflussreiche Politiker in Frankreich, Deutschland oder den Niederlanden Jude gewesen sei. Peyrefitte wurde dafür u. a. von Mitgliedern der Familie Rothschild verklagt.

## Der Sammler Peyrefitte
Roger Peyrefitte besaß eine umfangreiche Sammlung erotischer Objekte. Deren Grundstein legte er während seiner Tätigkeit als Botschaftssekretär in Athen in den 1930er Jahren. Zu seiner Sammlung gehörten auch eine Anzahl von erigierten männlichen Gliedern aus Terrakotta, die aus den Kellergewölben des  Petersdom im Vatikan stammten. Peyrefitte behauptete, der Vatikan habe die Funde sehr schnell und ohne Aufsehen zu erregen angeboten und er habe sie für wenig Geld erstehen können. Im Dezember 1978 wurde die Versteigerung der Sammlung durch die Pariser Auktionatoren Guy Loudmer und Hervé Poulain durchgeführt. Dabei kamen fünfhundert Objekte (Vasen, Aquarelle auf Papier und Seide, Porzellangegenstände etc.) mit einem Einzelschätzwert zwischen siebzig und fünftausend DM unter den Hammer und brachten rund 800 Tausend Mark ein. Den höchsten Einzelpreis mit umgerechnet 23.500 Mark erzielte eine indische Vase, die mit zahlreichen erotischen Szenen in feinem Relief geschmückt war. Ein Seidenaquarell, das drei Frauen und einen Mann beim Liebesspiel auf der Schaukel zeigte, erzielte annähernd 20 Tausend DM. Die Zeitung Le Monde berichtete von einer „Kollektion wie sie in ihrer alle Epochen und Zivilisationen umfassenden Breite schon lange nicht mehr ans Licht der Öffentlichkeit gelangt“ sei.

## Ehrungen
- 1945 Prix Renaudot für den Roman Heimliche Freundschaften

## Werke
Autobiografie
- Propos secrets. Albin Michel, Paris 1977/99.

1. Propos secrets I. 1977, ISBN 2-226-00502-1.
2. Propos secrets II. 1980, ISBN 2-226-00978-7.
3. L’innominato. Nouveaux propos secrets. 1999, ISBN 2-226-03492-7.

Biografien
- Le spectateur nocturne. Flammarion, Paris 1960 (Biografie von Nicolas Edme Restif de la Bretonne).
- Die Kunst des Handels oder Das abenteuerliche Leben des Fernand Legros („Tableaux de chasse, ou la vie extraordinaire de Fernand Legros“). Albin Michel, Paris 1976, ISBN 3-552-02929-X.
- Alexander der Große („Alexandre le Grand“). Goldmann, München 1982/88

1. Der Junge Alexander („La jeunesse d’Alexandre“). 1982, ISBN 3-442-06455-4 (2 Bde.).
2. Alexander der Eroberer („Les conquêtes d'Alexandre“). 1985, ISBN 3-442-06799-5.
3. Alexander Der Große („Alexandre le Grand“). 1988, ISBN 3-442-09159-4.

- Voltaire. Sa jeunesse et son temps. Albin Michel, Paris 1985 (2 Bände):

1. 1985, ISBN 2-226-02480-8.
2. 1980, ISBN 2-226-02533-2.

- Voltaire et Frédéric II. Albin Michel, Paris 1992

1. 1992, ISBN 2-226-06020-0.
2. 1992, ISBN 2-226-06081-2.

Bildbände
- Un musée de l’amour. Éditions du Rocher, Monte Carlo 1972 (Fotografien von Marianne Haas).
- Louis Doucet: raconté par … Éditions Sun, Paris 1985, ISBN 2-7191-0226-1 (Fotografien von Rosine Mazin).

Briefe
- Pierre Sipriot (Hrsg.): Correspondance Henry de Montherlant Roger Peyrefitte (1938–1941). Laffont, Paris 1983, ISBN 2-221-01228-3.

Erzählungen
- Les amours singulières. Flammarion, Paris 1970 (darin: Le maîtresse de piano, 1978 als Die nackte Bourgeoisie verfilmt, und Le Baron de Glœden).
- La Sibylle de Cume. In: Ders. (Hrsg.): Les Œuvres libres, Bd. 1. Fayard, Paris 1951.
- A travers la Campanie. In: Ders. (Hrsg.): Les Œuvres libres, Bd. 2. Fayard, Paris 1952.
- Vom Vesuv zum Ätna. Erzählung („Du Vésuve à l’Etna“). Stahlberg Verlag, Karlsruhe 1955 (übersetzt von Johannes Piron).
- Jeunes proies. Flammarion, Paris 1956.
- Les secrets des conclaves. Flammarion, Paris 1964.
- Manouche. Eine Frau in unserer Zeit („Manouche“). Lübbe Verlag, Bergisch Gladbach 1977, ISBN 3-404-00425-6 (übersetzt von Gerhard Heller).
- L’enfant amour. Flammarion, Paris 1972.
- Herzbube. Erzählung („L’enfant de cœur“). Heyne, München 1980, ISBN 3-453-01248-8 (übersetzt von Sybille A. Rott-Illfeld).
- Retour en Sicile. Éditions du Rocher, Monte Carlo 1996, ISBN 2-268-02155-6.

Romane
- Heimliche Freundschaften. Roman („Les amitiés particulières“). Gmünder Verlag, Berlin 2004, ISBN 3-86187-837-2 (übersetzt von Günther Vulpius).
- Mademoiselle de Murville. Roman. Éditions J'ai lu, Paris 1969 (J'ai lu; 86).
- L’oracle. Roman. Flammarion, Paris 1974 (Le Livre de Poche; 4006).
- La mort d’une mère. Éditions J’ai lu, Paris 1986, ISBN 2-277-22113-9 (J'ai lu; 2113).
- Diplomaten. Roman („Les ambassades“). Fischer Taschenbuchverlag, Frankfurt/M. 1970 (übersetzt von Grete Steinböck).
- Diplomatische Missionen. Roman („La fin des ambassades“). Fischer Taschenbuchverlag, Frankfurt/M. 1973, ISBN 3-436-01731-0 (übersetzt von Cajetan Freund).
- Die Schlüssel von Sankt-Peter. Roman („Les clés de Saint-Pierre“). Goldmann, München 1983, ISBN 3-442-06563-1 (übersetzt von Hellmuth Ludwig).
- Malteser Ritter. Roman („Les Chevaliers de Malte“). Stahlberg Verlag, Karlsruhe 1957 (übersetzt von Urban Fürst).
- Exil in Capri. Roman („L’Exilé de Capri“). Gmünder Verlag, Berlin 2004, ISBN 3-86187-839-9 (Vorwort von Jean Cocteau, übersetzt von Urban Fürst).
- Die Söhne des Lichts. Roman („Les fils de la lumière“). Stahlberg Verlag, Karlsruhe 1962 (thematisiert die Freimaurerei, übersetzt von Günther Vulpius).
- Die Natur des Prinzen. Roman („La Nature du Prince“). Fischer Taschenbuchverlag, Frankfurt/M. 1970, ISBN 3-436-01307-2 (übersetzt von Günther Vulpius).
- Die Juden. Roman („Les Juifs“). Stahlberg Verlag, Karlsruhe 1966 (übersetzt von Brigitte Weitbrecht).
- Die unmögliche Liebe. Roman („Notre amour“, 1967). Stahlberg Verlag, Karlsruhe 1968 (übersetzt von Max Schmalfeldt).
- Amerikaner, Amerikaner. Roman („Les Américains“). Fischer Taschenbuchverlag, Frankfurt/M. 1984, ISBN 3-596-28098-2 (übersetzt von Erika Wolber).
- Paris ist eine Hure. Roman („Des Français“). Fischer Taschenbuchverlag, Frankfurt/M. 1984, ISBN 3-596-28099-0 (übersetzt von Max Schmalfeldt).
- La Coloquinte. Roman. Éditions J’ai lu, Paris 1973 (J'ai lu; 473).
- Roy. Roman. Éditions T. G., Paris 2005, ISBN 2-914679-17-3.
- L’Illustre écrivain. Roman Albin Michel, Paris 1982, ISBN 2-226-01482-9.
- Die rote Soutane. Roman („La soutane rouge“). Goldmann, München 1986, ISBN 3-442-08470-9 (übersetzt von Martin Schulte).
- Le Dernier des Sivry. Roman. Éditions du Rocher, Monte Carlo 1993, ISBN 2-268-01486-X.

Sachbücher
- Hommage an Arno Breker. Festschrift zum 80. Geburtstag des Bildhauers. Marco Éditions, Paris 1980 (zusammen mit Volker G. Probst).
- Réflexion sur De Gaulle. Société des Éditions régionales, Genf 1991, ISBN 2-84035-003-3.
- C’etait De Gaulle. Éditions de Fallois, Paris 1995/2000

1. La France redevient la France. 1995, ISBN 2-213-02832-X.
2. La France repend sa place dans le monde. 1997, ISBN 2-213-59458-9.
3. Tout le monde à besoin d’une France qui marche. 2000, ISBN 2-213-60059-7.

Theater
- Le prince des neiges. Drame en 3 Actes. Flammarion, Paris 1961 (UA Théâtre Hébertot, Paris 10. Dezember 1947).

Übersetzungen
- Lukian von Samosata: Les amours. Flammarion, Paris 1954 (aus dem Griechischen).
- Lukian von Samosata: La muse garçonnière. Flammarion, Paris 1973 (aus dem Griechischen).